# Ṳ̍
Cette page contient des caractères spéciaux ou non latins. S’ils s’affichent mal (▯, ?, etc.), consultez la page d’aide Unicode.
Ṳ̍ (minuscule : ṳ̍), appelé U tréma souscrit ligne verticale, est un graphème et une lettre additionnelle de l’alphabet latin utilisée en hakka écrit avec le pha̍k-fa-sṳ, et en puxian. Elle est composée d’un U, d’un tréma souscrit et d’un ligne verticale.

## Représentations informatiques
Le U tréma souscrit ligne verticale peut être représenté avec les caractères Unicode suivants : 
- précomposé (latin étendu additionnel, diacritiques)[1],[2] :

| formes    | représentations | chaînes de caractères | points de code | descriptions                                                         |
| --------- | --------------- | --------------------- | -------------- | -------------------------------------------------------------------- |
| capitale  | Ṳ̍               | Ṳ◌̍                    | U+1E72 U+030D  | lettre majuscule latine u tréma souscrit diacritique ligne verticale |
| minuscule | ṳ̍               | ṳ◌̍                    | U+1E73 U+030D  | lettre minuscule latine u tréma souscrit diacritique ligne verticale |

- décomposé et normalisé NFD (latin de base, diacritiques) :

| formes    | représentations | chaînes de caractères | points de code       | descriptions                                                              |
| --------- | --------------- | --------------------- | -------------------- | ------------------------------------------------------------------------- |
| capitale  | Ṳ̍               | U◌̤◌̍                   | U+0055 U+0324 U+030D | lettre majuscule u diacritique tréma souscrit diacritique ligne verticale |
| minuscule | ṳ̍               | u◌̤◌̍                   | U+0075 U+0324 030D   | lettre minuscule u diacritique tréma souscrit diacritique ligne verticale |